# Jeminovac
Jeminovac je naselje u Republici Hrvatskoj u Požeško-slavonskoj županiji, u sastavu općine Brestovac.

## Zemljopis
Jeminovac je smješten oko 13 km zapadno od Brestovca na planini Psunju,  susjedna sela su Čečavački Vučjak i Ruševac na jugu i Čečavac i Šnjegavić na sjeveru .

## Stanovništvo
Prema popisu stanovništva iz 2011. godine Jeminovac je imao 7 stanovnika.
| broj stanovnika |       |       |       | 83    | 73    | 107   | 92    | 97    | 107   | 116   | 106   | 93    | 83    | 66    | 1     | 7     | 5     |
|                 | 1857. | 1869. | 1880. | 1890. | 1900. | 1910. | 1921. | 1931. | 1948. | 1953. | 1961. | 1971. | 1981. | 1991. | 2001. | 2011. | 2021. |

- Napomene: Podaci za Jeminovac su od 1857. do 1880. sadržani u naselju Čečavački Vučjak. Do 1900. iskazivan pod imenom Eminovci, od 1910. do 1931. pod imenom Požeški Eminovci, a od 1948. do 1981. pod imenom Jeminovac Čečavački.